# Hedana
Genre
Synonymes
- Cetuma Simon, 1886

Hedana est un genre d'araignées aranéomorphes de la famille des Thomisidae.

## Distribution
Les espèces de ce genre se rencontrent en Océanie, en Asie du Sud-Est, au Sri Lanka et au Venezuela.

## Liste des espèces
Selon World Spider Catalog (version 25.0, 01/02/2024) :
- Hedana bonneti Chrysanthus, 1964
- Hedana gracilis L. Koch, 1874
- Hedana maculosa Hogg, 1896
- Hedana morgani (Simon, 1886)
- Hedana ocellata Thorell, 1890
- Hedana octoperlata Simon, 1895
- Hedana pallida L. Koch, 1876
- Hedana perspicax Thorell, 1890
- Hedana subtilis L. Koch, 1874
- Hedana valida L. Koch, 1875

## Systématique et taxinomie
Ce genre a été décrit par L. Koch en 1874 dans les Thomisidae.
Cetuma a été placé en synonymie par Simon en 1895.

## Publication originale
- L. Koch, 1874 : Die Arachniden Australiens. Nürnberg, vol. 1, p. 473-576 (texte intégral).